# Cochin Shipyard Limited
Cochin Shipyard Limited (CSL) est une la plus grande entreprise indienne de construction et de maintenance de navires. Il fait partie d'une ligne d'installations liées au secteur maritime dans la ville portuaire de Kochi, dans l'État du Kerala, en Inde.
Parmi les services fournis par le chantier naval, on compte la construction de navires ravitailleurs pour les plateformes et les pétroliers à double coque. Actuellement, il construit la première gamme de porte-avions pour la marine indienne, les porte-avions de classe Vikrant.
Le chantier naval de Cochin a été constitué en société en 1972 en tant que société du gouvernement indien. La première phase des installations a été mise en service en 1982. La société a le statut de Miniratna.
Le chantier dispose des plus grandes installations de ce type en Inde permettant de construire des navires jusqu'à 1,1 million de tonnes et de réparer des navires jusqu'à 1,25 million de tonnes. En août 2012, le gouvernement indien a annoncé un plan de désinvestissement visant à mobiliser un capital de 15 000 millions de roupies pour une expansion supplémentaire par le biais d'une introduction en bourse vers la fin de l'année fiscale. Toutefois, cela ne s'est pas matérialisé avant août 2017, lorsque la société a procédé à son introduction en bourse et a coté ses actions à la bourse de Bombay et à la National Stock Exchange.
Le gouvernement a finalisé la décision de cession de participation le 18 novembre 2015.
Le chantier naval forme également des ingénieurs diplômés en génie maritime. Une centaine d’étudiants sont formés chaque année.

## Construction de navires

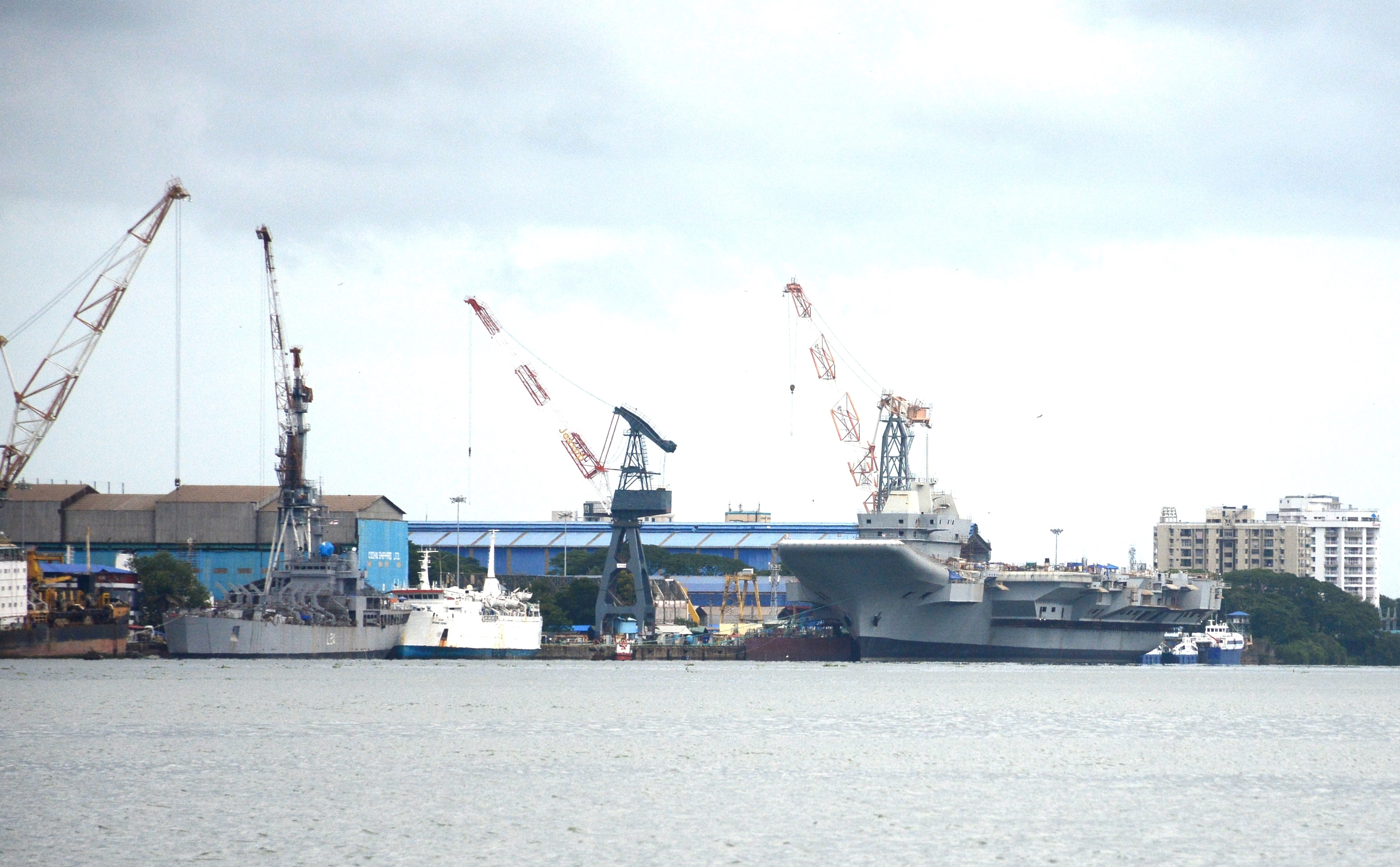
L'un des quais du chantier naval de Cochin.

Le MV Rani Padmini est premier navire à sortir du chantier naval de Cochin en 1981.
Le chantier a livré deux des plus grands pétroliers Aframax à double coque de l'Inde, chacun de 95 000 DWT.
CSL a obtenu des commandes de chantiers navals de sociétés de renommée internationale, originaires d’Europe et du Moyen-Orient. Le chantier naval construit actuellement six vraquiers de 30 000 DWT pour le groupe Clipper, aux Bahamas, et dont les trois premiers navires ont été mis à l'eau.

## Réparation de navires
Le chantier naval commence à offrir des services de réparation de navires en 1982 et a entrepris d’améliorer et de réparer tous les types de navires, y compris les navires destinés à l’exploration pétrolière, ainsi que la maintenance et la prolongation de la durée de vie des navires de la marine indienne, des garde-côtes indiennes, du territoire de l’Union Lakshadweep, Fisheries and Cochin Port Trust, SCI et la Oil and Natural Gas Corporation. Il a effectué des révisions majeures pour les porte-avions INS Viraat.